# Zorzines obsoleta
Zorzines obsoleta är en fjärilsart som beskrevs av Inoue 1992. Zorzines obsoleta ingår i släktet Zorzines och familjen nattflyn. Inga underarter finns listade i Catalogue of Life.